# Justicia trifoliata
Justicia trifoliata är en akantusväxtart som beskrevs av Johann Jakob Roemer och Schult.. Justicia trifoliata ingår i släktet Justicia och familjen akantusväxter. Inga underarter finns listade i Catalogue of Life.